# Malvasia del Lazio
Malvasia del Lazio ist eine Weißweinsorte und eine von vielen Varietäten aus der Familie der Malvasier innerhalb Italiens. Die Sorte ist sehr alt. Der Anbau der Sorte ist in den Provinzen Latina, Rieti, Rom empfohlen bzw. in den Provinzen Frosinone und Viterbo zugelassen. Alle Provinzen liegen in der Region Latium, die der Sorte auch ihren Namen gibt.
Die sehr spätreifende Sorte ist mäßig wuchsstark und liefert schwache bis mittlere Erträge. Der Most ergibt einen leicht parfümierten Wein guter Qualität. Die Weißweine finden Eingang in die DOC Weine Bianco Capena, Castelli Romani, Cerveteri, Colli Albani, Colli della Sabina, Colli Etruschi Viterbesi, Frascati, Marino und Tarquinia. Die Sorte wird häufig mit dem Trebbiano verschnitten und durch Beigabe von Malvasia Bianca di Candia ergänzt. Malvasia del Lazio ist eine Varietät der Edlen Weinrebe (Vitis vinifera).
Die bestockte Fläche beträgt ca. 4.082 Hektar.

## Ampelographische Sortenmerkmale
In der Ampelographie wird der Habitus folgendermaßen beschrieben:
- Die Triebspitze ist offen. Sie ist weißwollig behaart und blassgrün gefärbt. Die hellgrünen Jungblätter sind spinnwebig behaart.
- Die mittelgroßen Blätter sind dreilappig (selten fünflappig) und wenig ausgeprägt gebuchtet (siehe auch den Artikel Blattform). Die Stielbucht ist lyren-förmig geschlossen. Das Blatt ist stumpf gezahnt. Die Zähne sind im Vergleich der Rebsorten mittelgroß.
- Die kegelförmige Traube ist meist geschultert, mittelgroß bis groß und recht dichtbeerig. Die rundlichen Beeren sind mittelgroß und von gelb-grüner Farbe.

Die Rebsorte reift ca. 35 Tage nach dem Gutedel und gehört damit zu den Rebsorten der späten dritten Reifungsperiode (siehe das Kapitel im Artikel Rebsorte). Sie gilt somit als sehr spät reifend. Die mäßig wuchsstarke Sorte ist ertragsschwach. Malvasia del Lazio ist eine Varietät der Edlen Weinrebe (Vitis vinifera).

## Synonyme
Malvasia con Puntino, Malvasia Gentile, Malvasia Nostrale, Malvasia Puntinata.